# Osula
Osula is een plaats in de Estlandse gemeente Võru vald, provincie Võrumaa. Een alternatieve naam voor de plaats is Osola. Voor 1919 was dat in het Duits ook de gangbare naam en in het Võro is hij dat nog steeds. De plaats heeft de status van dorp (Estisch: küla) en telt 298 inwoners (2021).
Osula lag tot in oktober 2017 in de gemeente Sõmerpalu. In die maand werd deze gemeente bij de gemeente Võru vald gevoegd.
De Põhimaantee 2, de hoofdweg van Tallinn via Tartu naar de Russische grens, komt langs Osula. De rivier Võhandu stroomt door het dorp.
Osula heeft al sinds 1785 een basisschool. In het gebouw is ook een bibliotheek gevestigd.
Het kerkhof van Osula staat op de monumentenlijst. Bij het dorp ligt een voorchristelijke offerplaats met een heilige eik, de Pühaliistu tamm.

## Geschiedenis
Osula werd voor het eerst genoemd in 1456 onder de naam Ossel. In 1627 werd de plaats onder de naam Osell genoemd als dorp op het landgoed van Sommerpahlen (Sõmerpalu). In 1638 heette het dorp Ossula. In 1766 werd het landgoed Sommerpahlen gesplitst in vier delen. Daarbij werd Osula opgedeeld tussen de landgoederen Lühnen (Lilli-Anne) en Mustel (Mustja). De naam Osula (of Osola) bleef wel in gebruik voor het voormalige dorp.
In de nacht van 31 maart op 1 april 1946 belegerden circa 300 man NKVD-troepen een boerderij bij Osula waarin zich circa tien Woudbroeders hadden verschanst. Om hen tot overgave te dwingen staken de NKVD'ers de boerderij in brand. De Woudbroeders vochten zich dood. Het gevecht ging de geschiedenis in als Osula lahing (Slag bij Osula) of Määritsa lahing naar Erich Määrits, de eigenaar van de boerderij. De gesneuvelde Woudbroeders werden jaren later (in 2011 en 2012) herbegraven op het kerkhof van Osula.
In 1977 werd Osula weer een zelfstandig dorp. Mustja en Lilli-Anne moesten een deel van hun grondgebied afstaan.

## Foto's

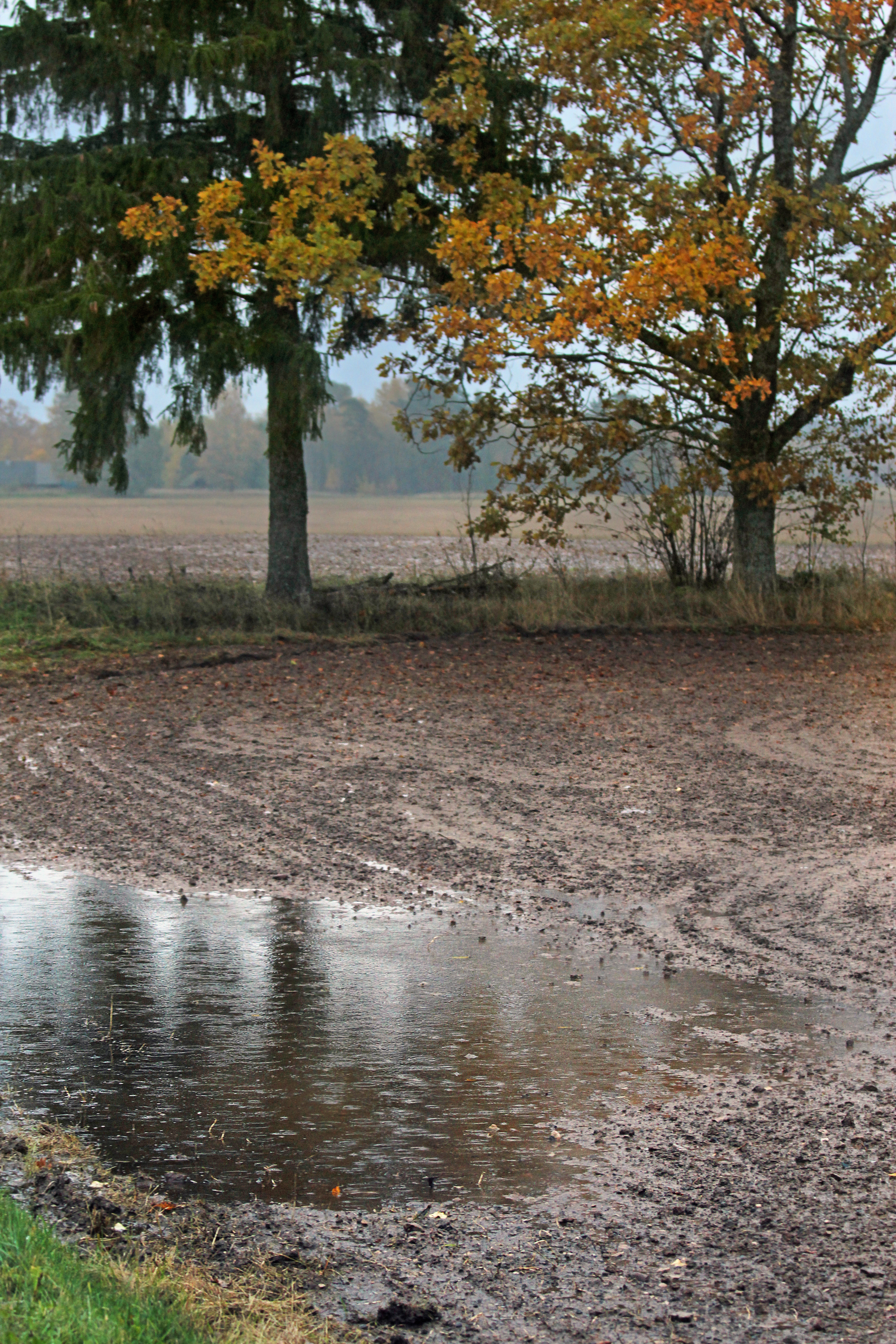
Regen op een akker
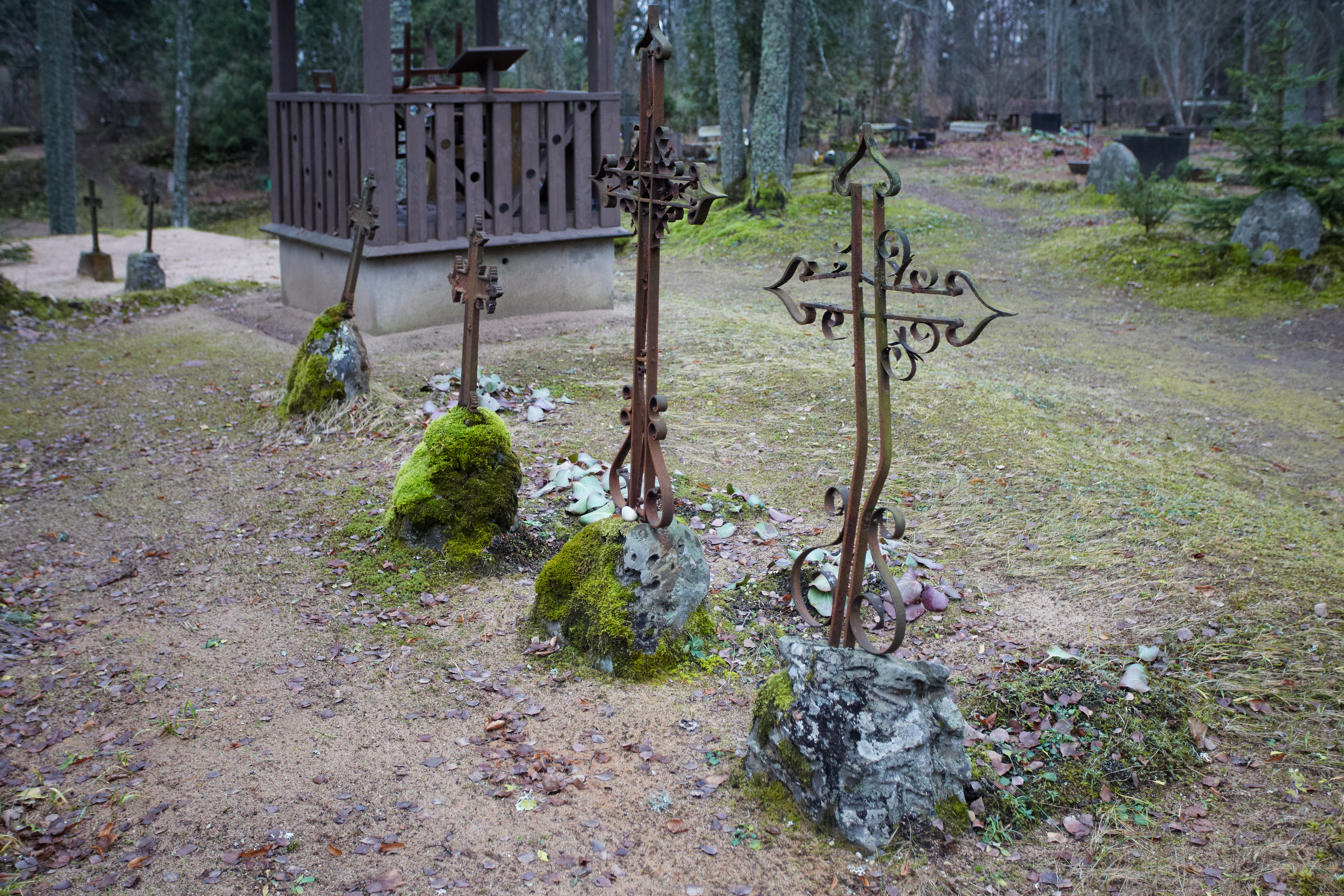
Het kerkhof
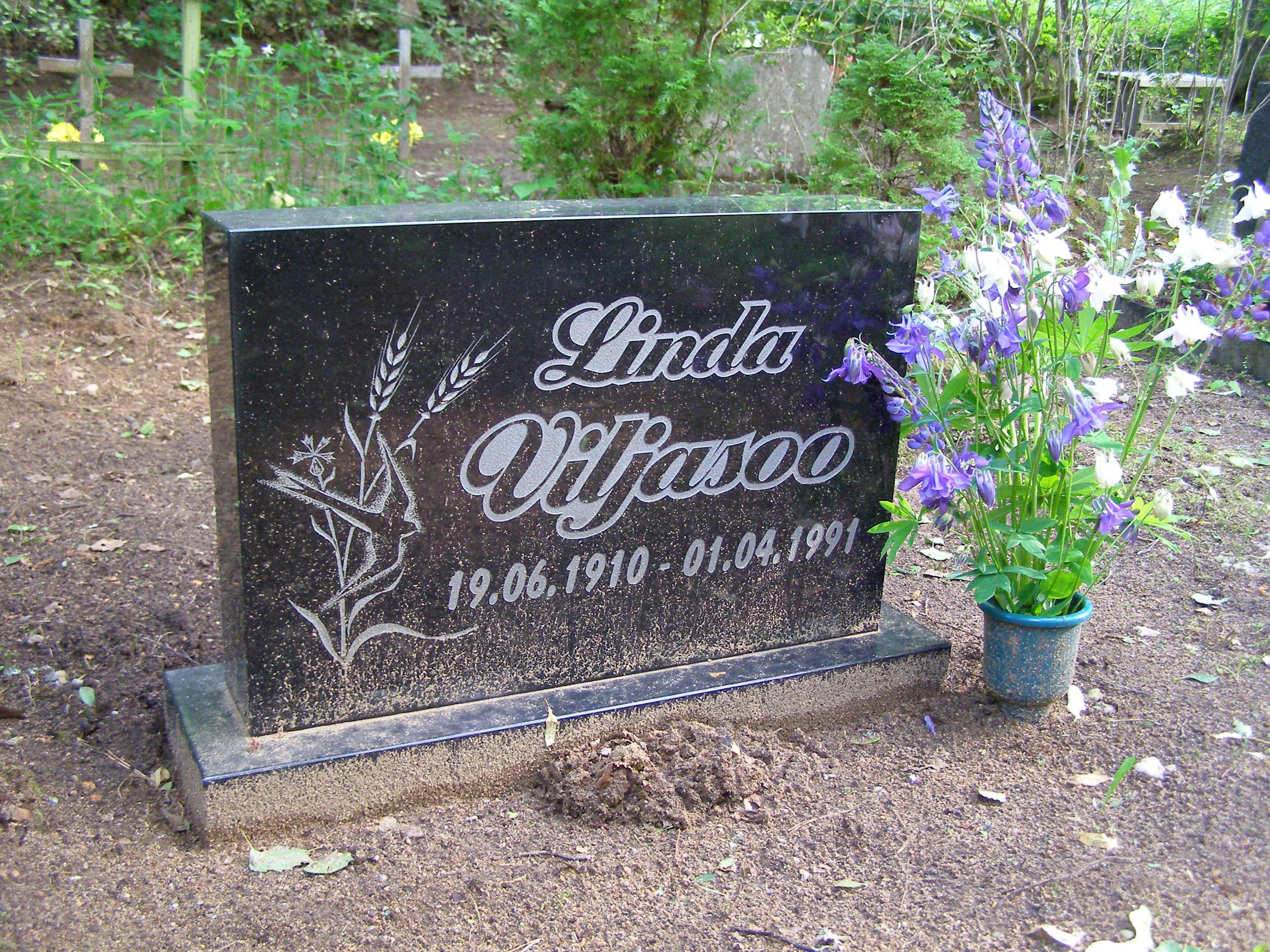
Graf van de botanica Linda Viljasoo
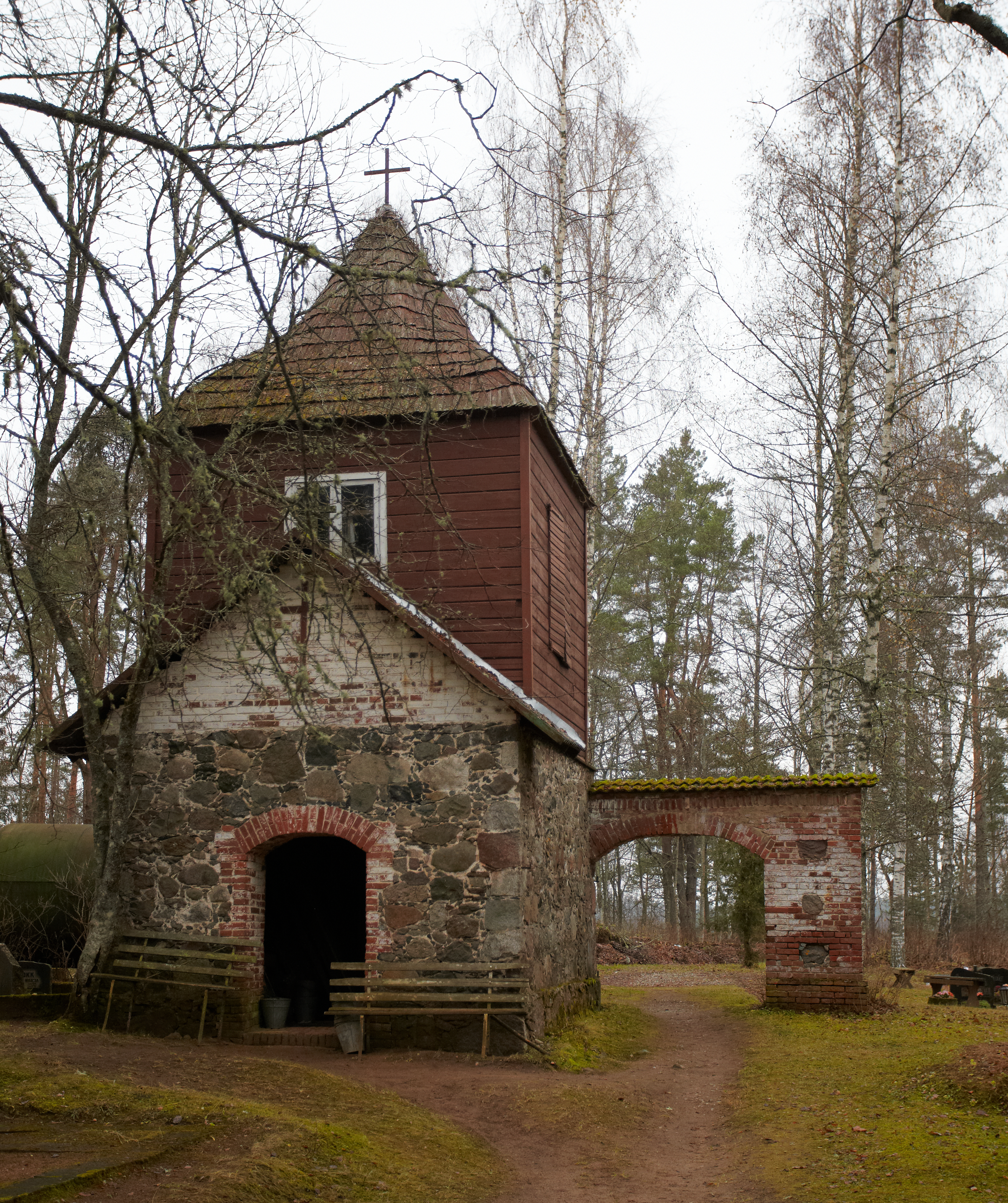
Kapel op het kerkhof